# Ramism
Ramism, uppkallad efter Pierre de la Ramée (Petrus Ramus, 1515–1572), var en intellektuell strömning som genomsyrade den protestaniska världen, däribland den svenska humanismen, och som stod i motsättning till skolastiken och aristotelismen. Den hade många beröringspunkter med cartesianismen.
Ramismen kan sägas ha grundats när Pierre de la Ramée hävdade att "allt Aristoteles har sagt är falskt" vid Collège de France där han var professor under mitten av 1500-talet. Syftet med detta påstående var att bekämpa auktoriteternas makt över kunskapen, för att i stället släppa vetenskapen fri och låta forskare med sitt förnuft studera världen förutsättningslöst. Auktoriteterna i fråga var dels antikens vetenskapsmän, dels den katolska kyrkan.
Pierre de la Ramées vetenskapliga bidrag hänförs till filosofin, grammatiken och pedagogiken. Hans grundsyn var baserad på "det naturliga tänkandet" som han definierade som deduktivitet, och han förkastade induktion och empiri som metoder, men klarade sig inte själv utan vare sig induktion eller Aristoteles. Syftet var pedagogiskt och praktiskt inriktat; hans dialektiska arbeten lärde ut hur en framställning i retoriskt avseende blir övertygande. Ramismen såg sålunda retoriken som överordnad innehållet: för statsvetenskapens del, formulerad av Johan Skytte, var den avgörande för ett lands ledning. En ledare måste vinna människors hjärtan, och endast vältalighet kunde tysta motstånd. Vältaligheten kunde enligt ramisterna inte grundas på erfarenhet i sakfrågan, utan på den skolade, logiska förmågan. Sin kunskapssyn delade Ramée med spanjoren Juan Luis Vives, som vann anhängare i England och Nederländerna men förblev tämligen obekant i Sverige.
Ramismen var metodologiskt nydanande: kunskap och fakta började struktureras på ett mer systematiskt sätt vilket förändrade kunskapskulturen i norra Europa. Det har hävdats att ramisterna var föregångare till moderna encyklopediers sätt att redovisa kunskap, vilket härrör från Ramées arbeten i logik.
Ramée utgav även latinska och franska grammatikböcker, av vilka den franska Gramere anses vara det första egentliga grammatikan på detta språk. Den användes som lärobok i bland annat Sverige; före humanismen förekom inte folkspråk i utbildningen utan bara latin och i viss mån grekiska. Detta intresse var ett arv från Dante Alighieri och Francesco Petrarca som skrivit vers på sitt folkspråk italienska. Grammatikorna hade två konsekvenser: Dels började kunskapen värderas efter dess praktiska funktion och sattes i relation till individens intellektuella förmåga (detta till skillnad från skolastiken som företrätt en mera idealistisk kunskapssyn och auktoritär pedagogik grundad på tradition och personliga erfarenheter) och dels trängde olika folkspråk så småningom undan latinet som det akademiska och litterära språket.
Bland ramismens anhängare finns Caspar Olevianus, Hieronymus Treutler, Johannes Althusius, och John Milton, samt centrala personer i Emden. Genom påverkan från Tyskland och i synnerhet Tycho Brahe, blev ramismen den senare svenska humanismens huvudsakliga paradigm vid sidan av Martin Luther vars humanism är omdebatterad; epokens florentinska hemvist har av religionspolitiska skäl undgått den svenska tidsandan. Detta är påfallande inom lärdomshistorien och i synnerhet för reformationen och den svenska lutherdomens utformande. När flera svenska ärkebiskopar (till exempel Laurentius Paulinus Gothus och Olaus Martini) var anhängare, så var periodvis ramismen den enda accepterade teorin vid Uppsala universitet samt genomsyrade utformandet av Uppsala mötes beslut 1593. 
Paulinus Gothus anklagades länge för att ha misstolkat ramismen så till vida att den tolkades som en religiös filosofi som stod emot klassicismen då den var antiaristotelisk, vilket inte var utmärkande för åskådningen. Det förekom vittgående intellektuella motsättningar med aristotelikerna, som företräddes av Laurentius Stigzelius och Johannes Rudbeckius, och ramisterna. När Skolordningen 1611 stadgades verkar dock Paulinus Gothus och Rudbeckius varit tämligen ense. I denna skolordning stadgas även att aristoteliker och ramister skulle förhålla sig respektfullt till varandra i diskussioner, detta med detaljerade beskrivningar och utförliga förhållningsregler.
I viss mån påverkades svenska studenter av strömningar vid tyska universitet där flertalet skaffade sig sin utbildning, men ingen alternativ teori fick så stort genomslag som ramismen. Huruvida Johan Skytte till fullo var ramist eller inte förekommer det olika uppfattningar om, men i vissa hänseenden är influensen uppenbar.